# Väbynäs
Väbynäs är en bebyggelse i Bräkne-Hoby socken i Ronneby kommun i Blekinge län. Orten klassades 1995 som en småort omfattande 19 hektar och med 52 invånare. Efter att inte varit klassad som småort efter 1995 blev den det åter i 2020 års avgränsning